# Kohukohu
Kohukohu est un village historique du secteur de Hokianga Harbor de la région du Northland dans l’Île du Nord de la Nouvelle-Zélande.
Ce fut, dit-on, l’une des premières installations des européennes sur le sol de la Nouvelle-Zélande.

## Situation
Kohukohu est situé sur la berge nord de la crique, à l’endroit où elle se divise en deux bras, le fleuve Mangamuka s’enfonçant vers l’intérieur des terres vers le nord et le fleuve Waihou menant en direction de l’est au-delà de 'Mangungu', vers les villes d’Horeke et de Rangiahua.
Là où le mouillage se divise, se trouve une petite île appelée “Motiti”, qui fut peinte par  Augustus Earle, le premier artiste européen, qui passa plusieurs mois en Nouvelle-Zélande, durant sa visite dans la région d’ Hokianga (en) en 1827.
Il écrivit "nous navigions dans une pièce d’eau spacieuse, qui devint considérablement plus large après son entrée, alors que de majestueuses collines roses s’étendaient de chaque côté en regardant le fleuve vers l’amont, nous devinions diverses pointes de terres plongeant dans l’eau et graduellement réduisant la largeur, jusqu’à ce qu’il devienne de moins en moins visible avec la distance et tout se perdit dans l’azur de l’horizon".

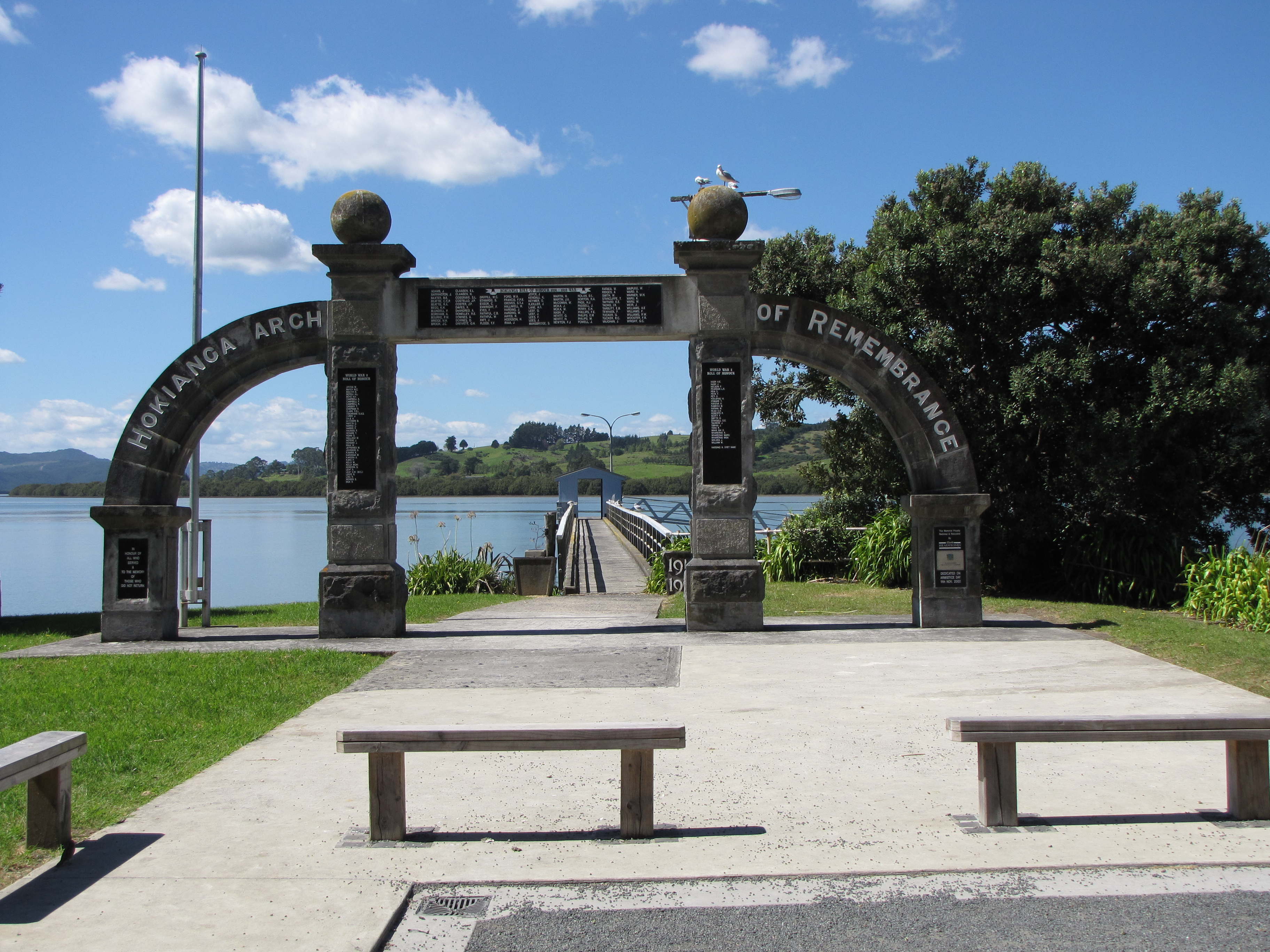
L’arche du souvenir d’Hokianga à Kohukohu

## Toponymie
Selon la tradition de 'Te Tai Tokerau', l’explorateur Polynésien légendaire, Kupe visita le secteur en l’an 925AD avant son voyage de retour vers Hawaiki.
En colère car la nourriture du Hāngi (four en terre) était insuffisamment cuite, il maudit ceux, qui en étaient responsables en utilisant le mot kohu. De là, le terme de Kohukohu.

## Histoire initiale
Le premier Européen, dont l’entrée a été enregistrée dans le mouillage de « Hokianga Harbour », est arrivé en 1819 et vers 1830, Kohukohu était le cœur de l’industrie du bois de charpente de la Nouvelle-Zélande.
La première messe catholique du pays fut célébrée à 8 kilomètres au nord de Kohukohu au niveau de « Totara Point » en 1838.
Un mémorial situé à 8 kilomètres au nord au niveau de « Totara Point » marque le site[réf. souhaitée].
Pendant presque une centaine d’années ‘Kohukohu’ fut une ville importante de scierie pour le bois et le plus important centre commercial du nord du mouillage.
En 1900, le centre-ville avait une population d’environ 20 000 personnes

## Kohukohu aujourd’hui

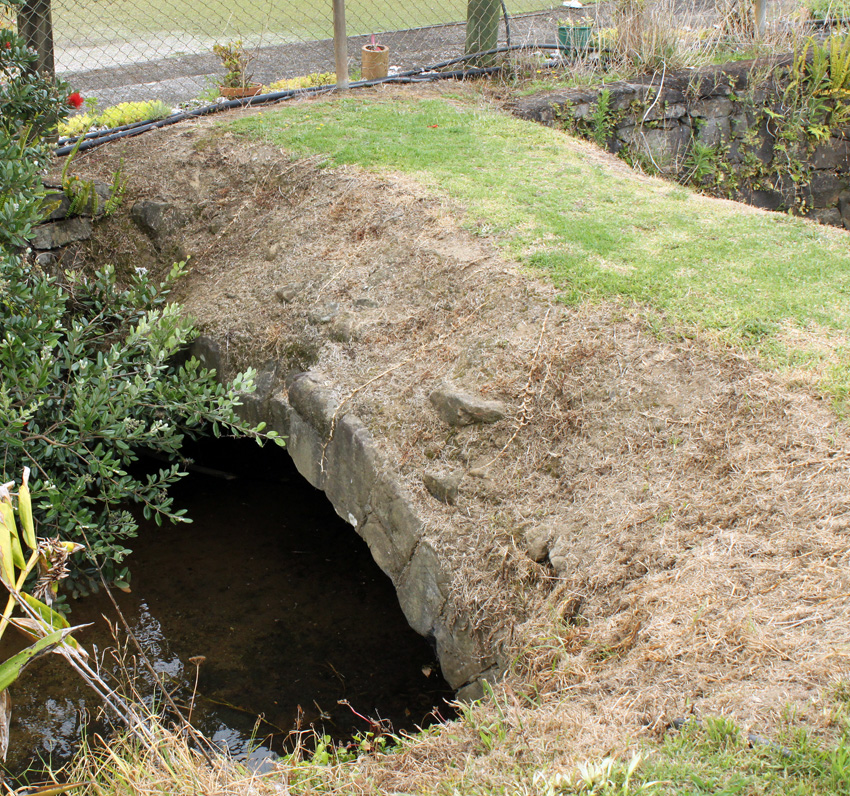
Le pont pédestre historique de Kohukohu construit en 1840

### Population
Aujourd’hui, Kohukohu est une petite ville de 150 habitants, qui vivent dans le village lui-même et approximativement 350 personnes, résident dans la zone avoisinante.
Les petites installations de 'Tauteihiihi', 'Motukaraka', 'Pikiparia', 'Te Karae', 'Mata', et 'Paponga' sont très proches.

### Les équipements
La localité de Kohukohu a une école, un magasin général, un café, une galerie d’art, une boutique d’art et d’artisanat, un hôtel, des pompiers volontaires et un service d’ambulance avec une clinique de soins.
Il y a aussi deux églises et trois Marae dans la localité.

### Éléments caractéristiques
Le pont pédestre de Kohukohu est au centre de la ville et fut construit en grès venant de Sydney (en) dans les années 1840.
Ce fut le premier pont en pierre du pays et reste le plus ancien pont existant en Nouvelle-Zélande.
C’était le site de l’embouchure de la rivière « Waihouuru Creek », là où elle se déversait dans Hokianga Harbour à cette époque.
Les berges de la crique sont aujourd’hui à environ 100 mètres du pont.
Dans les années récentes, Kohukohu est devenue une destination de plus en plus populaire pour les voyageurs, qui sont attirés par la beauté du paysage, l’histoire, la culture et les arts.
Il y a de nombreuses options de logements disponibles localement, comprenant des auberges de jeunesse, des cottages, et des « bed & breakfast ».

## Éducation
L’école de Kohukohu School est une école primaire mixte allant de l’année 1 à 8 avec un taux de décile de 2 et un effectif de45 élèves.